# Aurona
Aurona (... – post 702) fu la figlia di Ansprando, duca di Asti e futuro re dei Longobardi, e di Teodorada.

## Biografia
È ricordata da Paolo Diacono nella sua Historia Langobardorum, che riferisce di un episodio risalente al 702. All'epoca suo padre Ansprando era duca di Asti e tutore, insieme al duca di Brescia Rotarit, del re minorenne Liutperto; Ansprando e la moglie Teodorada, oltre ad Aurona, avevano già generato anche i maschi Sigiprando e Liutprando.
In quel 702 Ansprando venne sconfitto in battaglia da Ariperto II, pretendente al trono in contrapposizione a Liutperto, e costretto alla fuga. La vendetta di Ariperto si abbatté così su Teodorada e sui suoi figli Sigiprando e Aurona, che furono tutti mutilati; come sua madre Teodorada, Aurona fu privata del naso e delle orecchie, mentre a Sigiprando furono cavati gli occhi.
Dalla vendetta di Ariperto scampò soltanto il giovanissimo Liutprando. Non è noto il destino di Aurona dopo il 702, né se fosse ancora in vita quando, nel 712, suo padre prima e suo fratello poi salirono sul trono dei Longobardi.
Al momento della vendetta di Ariperto, Aurona era già sposata e madre di Gumperga, moglie di Romualdo II di Benevento, e forse di Aufuso. A lei fu intitolato il monastero di Santa Maria in Aurona a Milano, fondato intorno al 740 dall'arcivescovo di Milano Teodoro.

### Fonti primarie
- (LA)  Paolo Diacono, Historia Langobardorum, in  Georg Waitz (a cura di), Monumenta Germaniae Historica, Hannover, 1878,  Scriptores rerum Langobardicarum et Italicarum saec. VI–IX, 12–219. Trad. it:  Paolo Diacono, Storia dei Longobardi, a cura di Lidia Capo, Milano, Lorenzo Valla/Mondadori, 1992, ISBN 88-04-33010-4. Testo disponibile su Wikisource.

### Letteratura storiografica
- Lidia Capo, Commento, in Paolo Diacono, Storia dei Longobardi, Milano, Lorenzo Valla/Mondadori, 1992, ISBN 88-04-33010-4.